# Knud Frederik Juel (1836-1908)
 Der er flere personer med dette navn, se Knud Frederik Juel.
Knud Frederik Juel (10. april 1836 i København – 25. november 1908 på Juelsberg) var en dansk godsejer, bror til Niels Rudolph Juel.
Juel var søn af stamhusbesidder, major, kammerherre Hans Juel og Amalie Christiane von Krogh, blev 1858 student fra Odense lærde Skole og 1865 cand. polit. Han blev ansat i Udenrigsministeriet, blev 1869 kammerjunker, 1875 besidder af Stamhuset Juelsberg og 1881 kammerherre. Han blev 1902 patron for Roskilde adelige Jomfrukloster. Juel var ugift.